# Aristide Farrenc
Jacques Hipplyte Aristide Farrenc, född 1794, död 1865, var en fransk musiker.
Farrenc var ursprungligen flöjtist, senare musiklärare och musikhistoriker. Han var medarbetare i François-Joseph Fétis Biographie universelle des musiciens. Farrencs viktigaste arbete är Trésor des pianistes (20 band, 1861-72). Senare delen av verket författades av Farrencs hustru Louise Farrenc (1804-1875), en framstående kompositör och talangfull pianist. 